# Swertia mattirolii
Swertia mattirolii är en gentianaväxtart som beskrevs av Emilio Chiovenda. Swertia mattirolii ingår i släktet Swertia och familjen gentianaväxter. Inga underarter finns listade i Catalogue of Life.